# مارثا إم ماكغوفي
كانت مارثا إم ماكغوفي (1924-2011) (الملقبة «بوبي») أول امرأة تعمل في مجال الجراحة التجميلية والترميمية تتخرج من كلية الأطباء والجراحين في جامعة كولومبيا في عام 1949. كانت أيضًا أول امرأة تعمل في الجراحة في إحدى المستشفيات الكبرى في الضواحي في مستشفى نياك في نياك، نيويورك. ساعدت ماكغوفي في إنشاء وحدة الحروق هناك وطور سريرًا مائيًا لتقليل الألم الذي يعاني منه مرضى الحروق. خلال مسيرتها الطبية التي استمرت 50 عامًا، عالجت ماكغوفي أكثر من 50000 مريض. في عام 2003، قامت مجلة P&S التي نشرتها كلية الأطباء والجراحين في كولومبيا بتسميتها على قائمة 15 من «خريجي P&S الذين ساعدوا في تغيير العالم». توفيت في 7 مارس 2011.

## النشأة والتعليم
تخرجت ماكغوفي من مدرسة بيرد في أورانج نيو جيرسي (الآن مدرسة موريستاون بيرد) في عام 1942. في عام 1995 منحتها مدرسة موريستاون بيرد جائزة الخريجين المتميزين. حصلت على درجة البكالوريوس من جامعة كورنيل عام 1946 وشهادة الطب من جامعة كولومبيا عام 1949. ثم أكملت ماكغوفي تدريبها الطبي في مستشفى نيويورك المشيخي في مدينة نيويورك في عام 1950. بدأت ماكوفي في البحث عن وظيفة وطلبت توصية من عميد الطب في جامعة كولومبيا. نصت توصيته: «هذه المرأة كبيرة وقوية ولا تعرف الكلل».

## نشاط علاج الإيدز
شاركت ماكغوفي في تأسيس جمعية تبادل المستشفيات والموارد (SHARE)  كمنظمة دولية غير ربحية لتعزيز خدمات علاجية أكبر لمرض الإيدز في إفريقيا. قامت SHARE ببناء مرافق طبية، وتنظيم عيادات متنقلة، وتوفير التدريب في مجال الإيدز. كما قاموا بتوفير التعليم والخدمات الاجتماعية والخدمات الصحية والضروريات الأساسية للأطفال الذين تيتموا بسبب الإيدز في غرب كينيا. ألهمت وفاة اثنين من أطفال ماكغوفي من الإيدز بسبب عمليات نقل الدم الملوثة لفقر الدم في فانكوني عملها لتحسين العلاج في جميع أنحاء العالم لهذا المرض.

## الاعتراف والإرث
في عام 1998 منحت نوادي ليونز الدولية ماكغوفي جائزة ليونز الإنسانية الخاصة بهم والتي كرمت أيضًا عمل الأم تيريزا وجيمي كارتر وتيم شرايفر وداني كاي. وقامت مؤسسة مستشفى هيلين هايز بمنحها جائزة ماك آرثر هيلين هايز في عام 2003. منحها مجلس شيوخ ولاية نيويورك جائزة المرأة المتميزة في عام 2011. 

## روابط خارجية
- معلومات Martha MacGuffie على موقع SHARE Africa